# 嘆くなり我が夜のFantasy
「嘆くなり我が夜のFantasy」（なげくなりわがよるのファンタジー）は1995年3月1日に発売されたTHE YELLOW MONKEY6枚目のシングル。発売元は日本コロムビア・トライアドレーベル。

## 概要
- 4thアルバム『smile』からのシングルカット。インディーズ時代からライブで人気のあった定番ナンバー。アルバム用に新たに録音するにあたって、歌詞を一部変更してレコーディングされた。メジャーデビューしてから出したインディーズ時代の曲の中では最後の作品である。

## 収録曲
1. 嘆くなり我が夜のFantasy
（作詞・作曲：吉井和哉 / 編曲：THE YELLOW MONKEY）
TBS系「たけし・所のドラキュラが狙ってる」エンディングテーマ。
2. 夜明けのスキャット
（作詞：山上路夫 / 作曲：いずみたく / 編曲：THE YELLOW MONKEY）
由紀さおりの同曲のカバー。吉井が少年時代にこの曲を気に入り、未だにラジオでかかると体が止まるという[1]。
3. 嘆くなり我が夜のFantasy (Instrumental)
（作曲：吉井和哉 / 編曲：THE YELLOW MONKEY）

## 収録作品
＃1
- 『smile』（1995年2月1日）
- 『TRIAD YEARS actI〜THE VERY BEST OF THE YELLOW MONKEY』（1996年12月7日）
- 『TRIAD COMPLETE BOX』（1997年12月10日）
- 『THE YELLOW MONKEY SINGLE COLLECTION』（1998年12月10日）
- 『MOTHER OF ALL THE BEST』（2004年12月8日）
- 『Romantist Taste 2012』（2012年10月10日）※ライブテイク

＃2
- 『TRIAD YEARS actII〜THE VERY BEST OF THE YELLOW MONKEY』（1997年4月19日）
- 『TRIAD COMPLETE BOX』（1997年12月10日）
- 『MOTHER OF ALL THE BEST』（2004年12月8日）